# Dallas: Jockey visszatér
A Dallas: Jockey visszatér (eredeti cím:  Dallas: J.R. Returns) 1996-ban bemutatott amerikai tévéfilm, az 1991-ben befejezett Dallas folytatása. A filmet Leonard Katzman rendezte, a forgatókönyvet szintén Katzman írta Arthur Bernard Lewis közreműködésével. A történet az eredeti sorozat befejezése után veszi fel a fonalat, amikor a halálát megrendezett Jockey Ewing megpróbálja visszaszerezni a családja olajtársaságát. A sorozat számos színésze visszatért a filmbe, többek közt Rosalind Allen, Christopher Demetral, Patrick Duffy, Linda Gray és Larry Hagman.
Az Amerikai Egyesült Államokban a CBS mutatta be 1996. november 15-én. Magyarországon az InterCom adta ki VHS-en 1997. december 16-án.

## Cselekmény
A történet az eredeti sorozat befejezése után játszódik. A Ewing Oil családi vállalkozás Jockey riválisa, Cliff Barnes tulajdonában van, az olajüzletből kiszállt Bobby pedig azt tervezi, hogy eladja a Southfork Ranchet. Jockey ezalatt Európában éli az életét, ám tudomására jut, hogy Barnes tovább akarja adni a Ewing Oilt a WestStar Oilnak, aminek Jockey másik riválisa, Carter McKay a tulajdonosa. A hír hallatán Jockey megjátssza a halálát, majd nagy csinnadrattával visszatér, hogy ismét megszerezze az irányítást a család olajvállalata felett.

## Szereplők
| Szereplő                                     | Színész          | Magyar hang      |
| -------------------------------------------- | ---------------- | ---------------- |
| John Ross II. 'J.R.' "Jockey" Ewing          | Larry Hagman     | Kránitz Lajos    |
| Robert "Bobby" Ewing                         | Patrick Duffy    | Csankó Zoltán    |
| Christopher Ewing                            | Chris Demetral   | Hamvas Dániel    |
| Anita Smithfield                             | Tracy Scoggins   | Vándor Éva       |
| Julia Cunningham                             | Rosalind Allen   | Fazekas Zsuzsa   |
| Pamela Rebecca Cooper                        | Deborah Kellner  | Csondor Kata     |
| John Ross III. "Johnny" Ewing                | Omri Katz        | Molnár Levente   |
| Sue Ellen "Samantha" Shephard Ewing Lockwood | Linda Gray       | Szerencsi Éva    |
| Afton Cooper                                 | Audrey Landers   | Kiss Erika       |
| Carter McKay                                 | George Kennedy   | Csurka László    |
| Clifford "Cliff" Barnes                      | Ken Kercheval    | Végh Péter       |
| Sylvia "Sly" Lovegren                        | Deborah Rennard  | Spilák Klára     |
| Harv Smithfield                              | George Petrie    | Pataki Imre      |
| Várakozó limuzinsofőr                        | Rick Herod       | Markovics Tamás  |
| Hooker bíró                                  | Lee Gideon       | Cs. Németh Lajos |
| Markham nyomozó                              | Blue Deckert     | Barbinek Péter   |
| Ápoló                                        | William Earl Ray | Koncz István     |
| Steve Grisham                                | Buck Taylor      | Imre István      |